# Parque nacional de Toli Pir
El Parque nacional de Toli Pir es un espacio protegido del país asiático de Pakistán, fue creado en el año 2005 en una superficie de 5045 hectáreas (12466 acres) Administrativamente hace parte del distrito de Poonch en la provincia de Cachemira Azad (آزاد کشمیر).
Su altura aproximada es de unos 8.800 metros sobre el nivel del mar. Se encuentra a 40 km, o a 45 minutos, de Rawalakot en Azad Cachemira. Los ríos Abbaspur, Bagh y Poonch se pueden ver desde Toli Pir.
Toli Pir es el punto más alto de montaña en la zona noreste de Rawalakot, es el punto de origen de tres cadenas de montañas diferentes. Una casa turística en el camino a Toli Pir también está situada en este lugar.